# Rhynchoserica clypeata
Rhynchoserica clypeata är en skalbaggsart som beskrevs av Frey 1968. Rhynchoserica clypeata ingår i släktet Rhynchoserica och familjen Melolonthidae. Inga underarter finns listade i Catalogue of Life.